# Marocko i olympiska sommarspelen 2016
Marocko deltog med 49 deltagare vid de olympiska sommarspelen 2016 i Rio de Janeiro. Totalt blev det en bronsmedalj till den marockanska truppen.

## Medaljörer
| Medalj | Namn           | Sport   | Gren                 | Datum           |
| ------ | -------------- | ------- | -------------------- | --------------- |
| Brons  | Mohammed Rabii | Boxning | Herrarnas weltervikt | 15 augusti 2016 |

## Boxning
Herrar
| Boxare           | Gren          | Omgång 1             | Omgång 2             | Kvartsfinal          | Semifinal            | Final                | Final            |
| Boxare           | Gren          | Motståndare Resultat | Motståndare Resultat | Motståndare Resultat | Motståndare Resultat | Motståndare Resultat | Placering        |
| ---------------- | ------------- | -------------------- | -------------------- | -------------------- | -------------------- | -------------------- | ---------------- |
| Achraf Kharroubi | Flugvikt      | Mokhotho (LES) W 3–0 | Veitía (CUB) L 0–3   | Gick inte vidare     | Gick inte vidare     | Gick inte vidare     | Gick inte vidare |
| Mohamed Hamout   | Bantamvikt    | Butsenko (UKR) W 2–0 | Ramírez (CUB) L 1–2  | Gick inte vidare     | Gick inte vidare     | Gick inte vidare     | Gick inte vidare |
| Mohammed Rabii   | Weltervikt    | Bye                  | Okwiri (KEN) W 3–0   | Donnelly (IRL) W 2–1 | Gijasov (UZB) L 0–3  | Gick inte vidare     | 3                |
| Hassan Saada     | Lätt tungvikt | Ünal (TUR) L WO      | Gick inte vidare     | Gick inte vidare     | Gick inte vidare     | Gick inte vidare     | Gick inte vidare |
| Mohamed Arjaoui  | Supertungvikt | Majidov (AZE) L 0–3  | Gick inte vidare     | Gick inte vidare     | Gick inte vidare     | Gick inte vidare     | Gick inte vidare |

Damer
| Boxare            | Gren       | Omgång 1               | Kvartsfinal           | Semifinal            | Final                | Final            |
| Boxare            | Gren       | Motståndare Resultat   | Motståndare Resultat  | Motståndare Resultat | Motståndare Resultat | Placering        |
| ----------------- | ---------- | ---------------------- | --------------------- | -------------------- | -------------------- | ---------------- |
| Zohra Ez-Zahraoui | Flugvikt   | Ourahmoune (FRA) L 0–3 | Gick inte vidare      | Gick inte vidare     | Gick inte vidare     | Gick inte vidare |
| Hasnaa Lachgar    | Lättvikt   | Yin Jh (CHN) L 0–3     | Gick inte vidare      | Gick inte vidare     | Gick inte vidare     | Gick inte vidare |
| Khadija El-Mardi  | Mellanvikt | Bye                    | Sjakimova (KAZ) L 0–3 | Gick inte vidare     | Gick inte vidare     | Gick inte vidare |

## Brottning
Förkortningar:
- VT – Vinst genom fall.
- PP – Beslut efter poäng – förloraren fick tekniska poäng.
- PO – Beslut efter poäng – förloraren fick inte tekniska poäng.
- ST – Teknisk överlägsenhet – förloraren utan tekniska poäng och en marginal med minst 8 (grekisk-romersk stil) eller 10 (fristil) poäng.

Herrar, grekisk-romersk stil
| Brottare        | Gren             | Kvalomgång           | Omgång 1               | Kvartsfinal          | Semifinal            | Återkval 1           | Återkval 2           | Final / BM           | Final / BM |
| Brottare        | Gren             | Motståndare Resultat | Motståndare Resultat   | Motståndare Resultat | Motståndare Resultat | Motståndare Resultat | Motståndare Resultat | Motståndare Resultat | Placering  |
| --------------- | ---------------- | -------------------- | ---------------------- | -------------------- | -------------------- | -------------------- | -------------------- | -------------------- | ---------- |
| Mehdi Messaoudi | Bantamvikt -59kg | Bye                  | Thielke (USA) L 0–4 ST | Gick inte vidare     | Gick inte vidare     | Gick inte vidare     | Gick inte vidare     | Gick inte vidare     | 17         |
| Zied Ayet Ikram | Weltervikt -75kg | Bye                  | Yang B (CHN) L 0–3 PO  | Gick inte vidare     | Gick inte vidare     | Gick inte vidare     | Gick inte vidare     | Gick inte vidare     | 19         |

Herrar, fristil
| Brottare      | Gren             | Kvalomgång              | Omgång 1             | Kvartsfinal          | Semifinal            | Återkval 1           | Återkval 2           | Final / BM           | Final / BM |
| Brottare      | Gren             | Motståndare Resultat    | Motståndare Resultat | Motståndare Resultat | Motståndare Resultat | Motståndare Resultat | Motståndare Resultat | Motståndare Resultat | Placering  |
| ------------- | ---------------- | ----------------------- | -------------------- | -------------------- | -------------------- | -------------------- | -------------------- | -------------------- | ---------- |
| Chakir Ansari | Fjädervikt -57kg | Latjinau (BLR) L 1–4 SP | Gick inte vidare     | Gick inte vidare     | Gick inte vidare     | Gick inte vidare     | Gick inte vidare     | Gick inte vidare     | 13         |

## Cykling

### Landsväg
| Idrottare          | Gren                | Tid             | Placering       |
| ------------------ | ------------------- | --------------- | --------------- |
| Anass Aït El Abdia | Herrarnas linjelopp | 6:30:05         | 47              |
| Soufiane Haddi     | Herrarnas linjelopp | Fullföljde inte | Fullföljde inte |
| Mouhssine Lahsaini | Herrarnas linjelopp | Fullföljde inte | Fullföljde inte |
| Mouhssine Lahsaini | Herrarnas tempolopp | 1:25:11,72      | 33              |

## Friidrott
Förkortningar
- Notera– Placeringar avser endast det specifika heatet.
- Q = Tog sig vidare till nästa omgång
- q = Tog sig vidare till nästa omgång som den snabbaste förloraren eller, i fältgrenarna, genom placering utan att nå kvalgränsen
- NR = Nationellt rekord
- N/A = Omgången fanns inte i grenen
- Bye = Idrottaren behövde inte tävla i omgången

Herrar
| Idrottare             | Gren                         | Heat     | Heat      | Kvartsfinal | Kvartsfinal | Semifinal        | Semifinal        | Final            | Final            |
| Idrottare             | Gren                         | Resultat | Placering | Resultat    | Placering   | Resultat         | Placering        | Resultat         | Placering        |
| --------------------- | ---------------------------- | -------- | --------- | ----------- | ----------- | ---------------- | ---------------- | ---------------- | ---------------- |
| Aziz Ouhadi           | Herrarnas 100 meter          | Bye      | Bye       | 10,34       | 6           | Gick inte vidare | Gick inte vidare | Gick inte vidare | Gick inte vidare |
| Abdelati El Guesse    | Herrarnas 800 meter          | DNF      | DNF       | i.u.        | i.u.        | Gick inte vidare | Gick inte vidare | Gick inte vidare | Gick inte vidare |
| Mostafa Smaili        | Herrarnas 800 meter          | 1:49,29  | 2 Q       | i.u.        | i.u.        | 1:45,78          | 5                | Gick inte vidare | Gick inte vidare |
| Fouad Elkaam          | Herrarnas 1 500 meter        | 3:39,51  | 6 Q       | i.u.        | i.u.        | 3:40,93          | 9                | Gick inte vidare | Gick inte vidare |
| Abdalaati Iguider     | Herrarnas 1 500 meter        | 3:38,40  | 3 Q       | i.u.        | i.u.        | 3:40,11          | 6 q              | 3:50,58          | 5                |
| Brahim Kaazouzi       | Herrarnas 1 500 meter        | 3:47,39  | 6 Q       | i.u.        | i.u.        | 3:48,66          | 13               | Gick inte vidare | Gick inte vidare |
| Soufiyan Bouqantar    | Herrarnas 5 000 meter        | 13:56,55 | 18        | i.u.        | i.u.        | i.u.             | i.u.             | Gick inte vidare | Gick inte vidare |
| Younés Essalhi        | Herrarnas 5 000 meter        | 13:41,41 | 14        | i.u.        | i.u.        | i.u.             | i.u.             | Gick inte vidare | Gick inte vidare |
| Soufiane Elbakkali    | Herrarnas 3 000 meter hinder | 8:25,17  | 2 Q       | i.u.        | i.u.        | i.u.             | i.u.             | 8:14,35          | 4                |
| Hamid Ezzine          | Herrarnas 3 000 meter hinder | 8:27,69  | 5 q       | i.u.        | i.u.        | i.u.             | i.u.             | DNF              | DNF              |
| Hicham Sigueni        | Herrarnas 3 000 meter hinder | 8:27,82  | 7         | i.u.        | i.u.        | i.u.             | i.u.             | Gick inte vidare | Gick inte vidare |
| Abdelmajid El Hissouf | Herrarnas maraton            | i.u.     | i.u.      | i.u.        | i.u.        | i.u.             | i.u.             | 2:20:29          | 68               |
| Rachid Kisri          | Herrarnas maraton            | i.u.     | i.u.      | i.u.        | i.u.        | i.u.             | i.u.             | 2:21:00          | 73               |

Damer
| Idrottare          | Gren                        | Heat     | Heat      | Semifinal        | Semifinal        | Final            | Final            |
| Idrottare          | Gren                        | Resultat | Placering | Resultat         | Placering        | Resultat         | Placering        |
| ------------------ | --------------------------- | -------- | --------- | ---------------- | ---------------- | ---------------- | ---------------- |
| Malika Akkaoui     | Damernas 800 meter          | 2:00,52  | 4         | Gick inte vidare | Gick inte vidare | Gick inte vidare | Gick inte vidare |
| Rababe Arafi       | Damernas 800 meter          | DNF      | DNF       | Gick inte vidare | Gick inte vidare | Gick inte vidare | Gick inte vidare |
| Malika Akkaoui     | Damernas 1 500 meter        | 4:07,42  | 5 Q       | 4:08,55          | 8                | Gick inte vidare | Gick inte vidare |
| Rababe Arafi       | Damernas 1 500 meter        | 4:06,63  | 4 Q       | 4:05,60          | 7 q              | 4:15,16          | 12               |
| Siham Hilali       | Damernas 1 500 meter        | 4:13,46  | 9         | Gick inte vidare | Gick inte vidare | Gick inte vidare | Gick inte vidare |
| Hayat Lambarki     | Damernas 400 meter häck     | 1:00,83  | 6         | i.u.             | i.u.             | Gick inte vidare | Gick inte vidare |
| Salima Ouali Alami | Damernas 3 000 meter hinder | 9:44,83  | 10        | i.u.             | i.u.             | Gick inte vidare | Gick inte vidare |
| Fadwa Sidi Madane  | Damernas 3 000 meter hinder | 9:32,94  | 11        | i.u.             | i.u.             | Gick inte vidare | Gick inte vidare |
| Koutar Boulaid     | Damernas maraton            | i.u.     | i.u.      | i.u.             | i.u.             | DNF              | DNF              |

## Fäktning
| Idrottare       | Gren             | Omgång 2          | Omgång 2           | Kvartsfinal       | Semifinal         | Final / BM        | Final / BM       |                  |
| Idrottare       | Gren             | Motståndare Poäng | Motståndare Poäng  | Motståndare Poäng | Motståndare Poäng | Motståndare Poäng | Placering        |                  |
| --------------- | ---------------- | ----------------- | ------------------ | ----------------- | ----------------- | ----------------- | ---------------- | ---------------- |
| Youssra Zekrani | Damernas florett | i.u.              | Le Hl (CHN) L 4–15 | Gick inte vidare  | Gick inte vidare  | Gick inte vidare  | Gick inte vidare | Gick inte vidare |

## Golf
| Spelare       | Gren             | Runda 1 | Runda 2 | Runda 3 | Runda 4 | Totalt | Totalt | Totalt    |
| Spelare       | Gren             | Poäng   | Poäng   | Poäng   | Poäng   | Poäng  | Par    | Placering |
| ------------- | ---------------- | ------- | ------- | ------- | ------- | ------ | ------ | --------- |
| Maha Haddioui | Damernas tävling | 82      | 76      | 80      | 77      | 315    | +31    | 59        |

## Judo
| Idrottare    | Gren                           | Omgång 1             | Omgång 2                    | Omgång 3                 | Kvartsfinaler        | Semifinaler          | Återkval             | Final / BM           | Final / BM       |
| Idrottare    | Gren                           | Motståndare Resultat | Motståndare Resultat        | Motståndare Resultat     | Motståndare Resultat | Motståndare Resultat | Motståndare Resultat | Motståndare Resultat | Placering        |
| ------------ | ------------------------------ | -------------------- | --------------------------- | ------------------------ | -------------------- | -------------------- | -------------------- | -------------------- | ---------------- |
| Imad Bassou  | Herrarnas halv lättvikt −66kg  | Bye                  | Katz (AUS) W 001–000        | Bouchard (CAN) L 000–001 | Gick inte vidare     | Gick inte vidare     | Gick inte vidare     | Gick inte vidare     | Gick inte vidare |
| Rizlen Zouak | Damernas halv mellanvikt −63kg | i.u.                 | Tsedevsüren (MGL) L 000–101 | Gick inte vidare         | Gick inte vidare     | Gick inte vidare     | Gick inte vidare     | Gick inte vidare     | Gick inte vidare |
| Assmaa Niang | Damernas mellanvikt −70kg      | i.u.                 | Portela (BRA) L 000–001     | Gick inte vidare         | Gick inte vidare     | Gick inte vidare     | Gick inte vidare     | Gick inte vidare     | Gick inte vidare |

## Kanotsport

### Slalom
| Kanotist    | Gren         | Kval   | Kval      | Kval   | Kval      | Kval   | Kval      | Semifinal        | Semifinal        | Final            | Final            |
| Kanotist    | Gren         | Åk 1   | Placering | Åk 2   | Placering | Bästa  | Placering | Tid              | Placering        | Tid              | Placering        |
| ----------- | ------------ | ------ | --------- | ------ | --------- | ------ | --------- | ---------------- | ---------------- | ---------------- | ---------------- |
| Hind Jamili | Damernas K-1 | 153,00 | 20        | 149,87 | 18        | 149,87 | 21        | Gick inte vidare | Gick inte vidare | Gick inte vidare | Gick inte vidare |

## Ridsport

### Hoppning
| Ryttare            | Häst                | Gren         | Kval     | Kval      | Kval     | Kval     | Kval      | Kval             | Kval             | Kval             | Final            | Final            | Final            | Final            | Final            | Totalt           | Totalt           |
| Ryttare            | Häst                | Gren         | Omgång 1 | Omgång 1  | Omgång 2 | Omgång 2 | Omgång 2  | Omgång 3         | Omgång 3         | Omgång 3         | Omgång A         | Omgång A         | Omgång B         | Omgång B         | Omgång B         | Totalt           | Totalt           |
| Ryttare            | Häst                | Gren         | Straff   | Placering | Straff   | Totalt   | Placering | Straff           | Totalt           | Placering        | Straff           | Placering        | Straff           | Totalt           | Placering        | Straff           | Placering        |
| ------------------ | ------------------- | ------------ | -------- | --------- | -------- | -------- | --------- | ---------------- | ---------------- | ---------------- | ---------------- | ---------------- | ---------------- | ---------------- | ---------------- | ---------------- | ---------------- |
| Abdelkebir Ouaddar | Quickly de Kreisker | Individuellt | 4        | =27 Q     | 9        | 13       | 50        | Gick inte vidare | Gick inte vidare | Gick inte vidare | Gick inte vidare | Gick inte vidare | Gick inte vidare | Gick inte vidare | Gick inte vidare | Gick inte vidare | Gick inte vidare |

## Simning
| Idrottare      | Gren                    | Heat  | Heat      | Semifinal        | Semifinal        | Final            | Final            |
| Idrottare      | Gren                    | Tid   | Placering | Tid              | Placering        | Tid              | Placering        |
| -------------- | ----------------------- | ----- | --------- | ---------------- | ---------------- | ---------------- | ---------------- |
| Driss Lahrichi | Herrarnas 100 m ryggsim | 58,01 | 36        | Gick inte vidare | Gick inte vidare | Gick inte vidare | Gick inte vidare |
| Noura Mana     | Damernas 50 m frisim    | 28,20 | 59        | Gick inte vidare | Gick inte vidare | Gick inte vidare | Gick inte vidare |

## Taekwondo
| Idrottare    | Gren             | Åttondelsfinaler        | Kvartsfinaler            | Semifinaer           | Återkval                 | Final                | Final     |
| Idrottare    | Gren             | Motståndare Resultat    | Motståndare Resultat     | Motståndare Resultat | Motståndare Resultat     | Motståndare Resultat | Placering |
| ------------ | ---------------- | ----------------------- | ------------------------ | -------------------- | ------------------------ | -------------------- | --------- |
| Omar Hajjami | Herrarnas −58 kg | Ashourzadeh (IRI) W 4–3 | Zhao S (CHN) L 1–8       | Gick inte vidare     | Tortosa (ESP) L 1–4      | Gick inte vidare     | 7         |
| Naima Bakkal | Damernas −57 kg  | Jones (GBR) L 4–12      | Gick inte vidare         | Gick inte vidare     | Asemani (BEL) L 0–12 PTG | Gick inte vidare     | 7         |
| Wiam Dislam  | Damernas +67 kg  | Rodríguez (DOM) W 5–1   | Espinoza (MEX) L 2–3 SUD | Gick inte vidare     | Alora (PHI) W 7–5        | Walkden (GBR) L 1–7  | 5         |